# 0304
0304 es el cuarto álbum grabado por la cantante estadounidense Jewel, publicado en junio de 2003 por Atlantic Records. Es considerado el álbum más comercial de Jewel hasta la fecha.
Debido al éxito obtenido por el sencillo "Serve the Ego" de su álbum anterior en la lista Hot Dance Club Play (lista de canciones bailables) de la revista Billboard, Jewel se inspiró y decidió crear un álbum que impactara directamente en ese público. El resultado fue un cambio radical en su estilo y en su imagen, ya que sus tres álbumes anteriores habían estado compuestos principalmente de música folk, y 0304 se acercaba mucho más a los ritmos y sonidos de moda. Ese cambio hizo que muchos fanáticos la acusaron de querer venderse.

## Recepción
0304 terminó siendo el debut más alto de Jewel en Estados Unidos, entrando en el número dos en la lista Billboard 200 con 142.000 copias vendidas en su primera semana de lanzamiento. Además fue certificado de oro por vender poco más de 900.000 copias. Tuvo altas ventas en las primeras semanas, pero después de un tiempo comenzó a descender progresivamente en la lista.
El vídeo del primer sencillo, "Intuition", causó controversia debido al repentino destape de Jewel, ya que en las escenas se la puede ver con ropa reveladora y moviéndose de forma provocativa. "Intuition" se vendió moderadamente y alcanzó el número veinte en la lista Hot 100 en Estados Unidos.
Muchos fanáticos se mostraron decepcionados por la poca promoción que se le dio al álbum, ya que terminó poco después de que el sencillo "Intuition" alcanzará su peak. Debido a los malos resultados del segundo sencillo "Stand", Atlantic Records se apresuró en lanzar una tercera pista, "2 Become 1", que se publicó solo en las radios y se le negó a Jewel filmar un videoclip para esta canción.
Las ventas de 0304 se frenaron poco después de que "Intuition" decayera en las listas.
La crítica generalmente respondió positivamente al contenido del álbum.

## Lista de canciones
1. "Stand" (Jewel Kilcher, Lester Mendez) – 3:15
2. "Run 2 U" (Kilcher, Mendez) – 3:40
3. "Intuition" (Kilcher, Mendez) – 3:49
4. "Leave the Lights On" (Kilcher, Mendez) – 3:24
5. "2 Find U" (Kilcher, Mendez) – 3:17
6. "Fragile Heart" (Kilcher, Anthony Bell) – 3:33
7. "Doin' Fine" (Kilcher, Mendez) – 3:15
8. "2 Become 1" (Kilcher, Guy Chambers) – 4:40
9. "Haunted" (Kilcher, Mendez) – 4:53
10. "Sweet Temptation" (Kilcher, Rick Nowels) – 4:10
11. "Yes U Can" (Kilcher, Nowels) – 4:01
12. "U and Me = Love" (Kilcher, Mendez) – 3:38
13. "America" (Kilcher, Mendez) – 3:43
14. "Becoming" (Kilcher, Mendez) – 4:24

Edición Australia y Japón
15. "Intuition"(Ford's Radio Mix) – 4:15
Edición Europea
15. "Intuition" (Todd Terry In-House Mix) – 5:41
16. "Intuition" (Video)
Australia Tour Edition
15. "Intuition" (Ford's Radio Mix) – 4:15
Bonus Disc
1. "Intuition" (Live from Sessions@AOL) – 3:28
2. "Standing Still" (Live from Sessions@AOL) – 4:05
3. "Leave the Lights On" (Live from Sessions@AOL) – 3:22
4. "Stand" (Live from LAUNCH.com) – 3:27
5. "2 Become 1" (Live from LAUNCH.com) – 7:28
6. "Intuition" (Video - International Versión)
7. "Stand" (Video)

## Créditos

### Músicos
- Jewel – voz
- Rusty Anderson – guitarra eléctrica
- Mick Bolger – trombón, trompeta, acordeón
- Paul Bushnell – bajo
- Greg Collins – palmas
- Lisa Germano – violín, coros vocales
- Abe Laboriel Jr. – percusión, batería, voces, palmas, caja orquestal
- David Levita – guitarra eléctrica
- Lester Mendez – teclados, palmas
- Mark Oakley – guitarra acústica
- Patrick Warren – piano, Melotrón

### Producción
- Productores: Jewel, Lester Mendez
- Productores Ejecutivos: Lenedra Carroll, Ron Shapiro
- Ingenieros: Greg Collins, Ryan Freeland, Clif Norrell, Carlos Paucar, Andrew Scheps
- Asistentes Ingenieros: Tim Roberts, Seth Waldmann
- A&R: Gloria Gabriel
- Mezclas: Serban Ghenea
- Mastering: Chris Gehringer
- Mastering assistant: Will Quinnell
- Editor digitales: John Hanes
- Coordinación de la producción: Becky Scott
- Arreglos: Lester Mendez
- Dirección de arte_ Richard Bates
- Diseño: Greenberg Kingsley
- Fotografía: Peter Robathan

## Listas
| Listas (2003)                           | Posición Alcanzada |
| --------------------------------------- | ------------------ |
| Australia                               | 10                 |
| Austria                                 | 74                 |
| Canadá                                  | 9                  |
| Países Bajos                            | 12                 |
| Francia                                 | 141                |
| Alemania                                | 33                 |
| Nueva Zelanda                           | 16                 |
| Noruega                                 | 39                 |
| Suecia                                  | 56                 |
| Suiza                                   | 45                 |
| EE. UU. Billboard 200                   | 2                  |
| EE. UU. Billboard Top Electronic Albums | 1                  |
| EE. UU. Billboard Top Internet Albums   | 2                  |

- Datos: Q3055389